# Porto Rodoferroviário de Uruguaiana
O Porto Rodoferroviário de Uruguaiana (ou, simplesmente, Porto Seco) é um porto seco localizado no município gaúcho de Uruguaiana. Está situado na BR-290, rodovia que liga Uruguaiana a Alegrete e, mais adiante, a Porto Alegre. De localização estratégica (Uruguaiana situa-se entre Porto Alegre, Montevidéu, Buenos Aires, Santiago e Assunção, fazendo fronteira com Uruguai e Argentina), o Porto Seco de Uruguaiana é, atualmente, o maior do gênero na América Latina, e o terceiro maior do mundo.

## Rodovias
O porto seco liga-se ao centro do país, por via rodoviária, através da BR-472, que percorre a fronteira oeste do Brasil a partir do Rio Grande do Sul. Situado na BR-290 (que inicia-se em Uruguaiana), liga-se através desta ao centro do estado e à Região Metropolitana de Porto Alegre, além da BR-116 (em Porto Alegre) e da BR-101 (em Osório, no litoral), importantes alternativas de ligação com o centro e o norte do Brasil.

## Ponte
Em 21 de maio de 1947, foi inaugurada pelos presidentes Eurico Gaspar Dutra, do Brasil, e Juan Domingo Perón, da Argentina, a Ponte Internacional Rodoferroviária Getúlio Vargas/Agustín P. Justo, sobre o rio Uruguai, ligando Uruguaiana à cidade argentina de Paso de los Libres. Na época de sua construção, foi a maior obra de engenharia da América Latina. Hoje, a ponte é a porta de entrada e saída para a comercialização de produtos, e fundamental para o funcionamento do porto.

## Ferrovias
Uruguaiana também é servida por ferrovias importantes, todas elas com ligação à ponte internacional rodoferroviária sobre o rio Uruguai. Sob o comando da ALL (América Latina Logística), fortes investimentos foram realizados na última década, onde esta operadora concluiu nos últimos anos o Terminal Modal de Uruguaiana, com operação Travel Lift, moderno equipamento de transbordo de contêineres e produtos siderúrgicos avaliado em torno de R$ 1,4 milhão e especialmente desenvolvido para o porto seco ferroviário de Uruguaiana.
Tendo em Uruguaiana o único terminal ferroviário da América Latina com as aduanas de Brasil e Argentina integradas, este terminal alavanca as exportações brasileiras, com cargas que passam por ele e seguem para Argentina, Paraguai e Chile.

## Movimentação
Em 2006, passaram pelo porto seco US$ 6,5 bilhões entre exportações e importações, transitando por ali 243.411 caminhões (média diária de 667 veículos). O terminal ferroviário movimentou 1,2 milhão de toneladas - cerca de 95 mil toneladas por mês.